# Fiat JTD
Fiat JTD — дизельный двигатель внутреннего сгорания, выпускаемый итальянской компанией Fiat. Большинство автомобилей компаний Fiat, Alfa Romeo, Lancia, включая некоторые автомобили Chrysler, Ram Trucks, Jeep и Maserati, оснащаются двигателями Multijet. С 2009 года выпускаются двигатели семейства Multijet II.

## 1.0 (XSDE, Xtra Smart Diesel, Smartech Diesel)
- Объём: 0,9 л (936 см3)[1]
- Мощность: 57 л. с.
- Крутящий момент: 150 Н⋅м

## 1.3 Multijet
- Объём: 1,3 л (1248 см3)[2][3][4][5][6]
- Мощность: 70/75/90/95/105 л. с.[7][8][9][10][11]

## 1.5/1.6 Multijet
- Объём: 1,6 л (1598 см3)[12]
- Мощность: 105/120 л. с.[13]

## 1.9
- Объём: 1,9 л (1910 см3)
- Мощность: 80/85/101/105/110/115 л. с.
- Масса: 125 кг

### Галерея
- Вид справа (Saab 9-5)
- Вид слева (Saab 9-5)
- Турбонаддув
- Крышка двигателя

## 2.0 Multijet II
- Объём: 2,0 л (1956 см3)[14]
- Диаметр цилиндра × ход поршня: 83 × 90,4 мм[15]
- Мощность: 110/120/135/140/160/165/170/190 л. с.

## 2.2 Multijet II
- Объём: 2,2 л (2184 см3)[16][17]
- Мощность: 185/200 л. с.[18][19]

## 3.0 V6 Multijet II
- Объём: 3,0 л (2987 см3)

## 2.3
- Объём: 2,3 л (2287 см3)
- Мощность: 120/130/148 л. с.

## 2.8
- Объём: 2,8 л (2798 см3)
- Мощность: 127/146 л. с.

## 3.0
- Объём: 3,0 л (2998 см3)
- Мощность: 157/176/177 л. с.